# Хамраев, Искандер Абдурахманович
Исканде́р Абдурахма́нович Хамра́ев (5 июня 1934, Самарканд — 10 октября 2009) — советский и российский кинорежиссёр и сценарист, заслуженный деятель искусств России (1998).

## Биография
Искандер Хамраев родился в Самарканде. Учился на филологическом факультете Среднеазиатского университета, в 1959 году окончил режиссёрский факультет ВГИКа (мастерская Сергея Герасимова), затем переехал в Ленинград, на Ленфильме в 1961 году снял свой первый фильм «Старожил», через три года — «Поезд милосердия» по повести Веры Пановой «Спутники». Среди его фильмов наиболее известны: «Грядущему веку», «Красная стрела» (в соавторстве с И. Шешуковым), «Соль земли», «Адвокат» («Убийство на Монастырских прудах»). Преподавал в Санкт-Петербургском университете кино и телевидения. Профессор кафедры режиссуры.
Скончался на 76-м году жизни 10 октября 2009 года. Похоронен на Смоленском православном кладбище.

## Фильмография

### Режиссёрские работы
- 1961 — «Старожил»
- 1964 — «Поезд милосердия»
- 1969 — «Её имя — Весна»
- 1972 — «В чёрных песках»
- 1974 — «Главный день»
- 1976 — «Обычный месяц»
- 1978 — «Соль земли»
- 1981 — «Под одним небом»
- 1982 — «Шапка Мономаха»
- 1985 — «Грядущему веку»
- 1986 — «Красная стрела» (совместно с И. Шешуковым)
- 1988 — «Когда отзовётся эхо» (совместно с И. Татаевым)
- 1990 — «Адвокат» («Убийство на Монастырских прудах»)
- 1998 — «Менты. Улицы разбитых фонарей-1»
  - Серия «Вторжение в частную жизнь»
  - Серия «Сексот Цыплаков»
  - Серия «Тёмное пиво, или урок английского»
  - Серия «Третий слева»
- 2001 — «Убойная сила 3»
  - Роль второго плана (фильм 5)

### Написал сценарии
- 1969 — «Её имя — Весна»
- 1974 — «Главный день»
- 1981 — «Под одним небом»
- 1998 — «Менты. Улицы разбитых фонарей-1»
  - Серия «Вторжение в частную жизнь»
  - Серия «Сексот Цыплаков»
  - Серия «Темное пиво, или урок английского»
  - Серия «Третий слева»